# Chepreš
| S7 |

| S7 |

Koruna chepreš

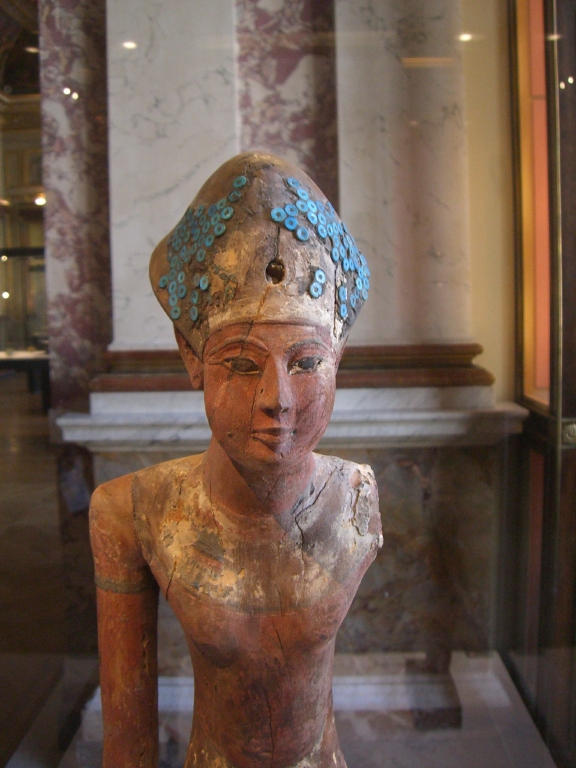
Modrá koruna Amenhotepa I. se zbytky modrých kroužků

Chepreš je staroegyptská výhradně královská pokrývka hlavy, jeden z důležitých panovnických odznaků, jímž byla na vyobrazeních osoba krále odlišována od ostatních. Pro svou barvu a předpokládaný význam je v egyptologii zpravidla označována jako „modrá koruna“, ačkoli není jisté, zda byla skutečně součástí regálií tak, jak tomu bylo u bílé, červené a spojené koruny. Někteří badatelé se domnívají, že koruna chepreš je odvozena od vojenské přílby a protože se objevuje ve scénách zobrazujících krále při vojenských aktivitách, bývala dříve uváděna jako „válečná koruna“. Toto užití ale zdaleka není výhradní; proto je toto označení v současné době badateli považováno za překonané. Na rozdíl od ostatních čelenek užívaných panovníky jí nikdy nejsou ozdobeni bohové. Snad je tomu tak proto, že ikonografie bohů se ustálila poměrně záhy, zatímco modrá koruna je spolehlivě prokázána až v době Nové říše.
Stejně jako další egyptské královské koruny není ani koruna chepreš archeologicky doložena a je známa jen nepřímo z vyobrazení králů; není proto jisté, z jakého materiálu byla vyrobena. Badatelé předpokládají, že mohla být zhotovena z vyztužené tkaniny nebo spíše z kůže (v tomto případě možná z kůže pštrosí.) a na takto vytvořený základ byly připevněny kovové kroužky. Vždy je doplněna ureem, ze zadní části někdy splývají dvě stuhy.
Za první doklad používání modré koruny je pokládána zmínka na stéle z Druhé přechodné doby, nicméně prvním panovníkem, u nějž je bezpečně doloženo její užívání, je Amenhotep I., druhý král 18. dynastie. Častěji se objevuje za vlády Hatšepsuty, běžně pak za Amenhotepa III. a především Achnatona. Podle četnosti jejího využívání na vyobrazeních zůstává oblíbená i u dalších králů po celé následující období Nové říše. Zcela se přestává používat za vlády 25. dynastie. Důvody nejsou zřejmé – snad to souvisí s nám neznámým významem, který mohl být čelence přičítán, a jeho možnému nesouladu s neegyptským (núbijským) původem dynastie, případně tomu, že se núbijští panovníci rozhodli ve svém politickém programu klást důraz na ty aspekty královské moci, které byly vyjadřovány jinými korunami.
V následujícím období 26. dynastie byla modrá koruna hojně používána ze dvou propagandistických důvodů: jednak právě proto, že ji příslušníci předchozí cizí dobyvatelské dynastie vyhnané z Egypta Psammetikem I. nenosili, takže se „její používání v tomto období pravděpodobně ztotožňovalo se zdůrazňováním egyptského původu“ dynastie nové, jednak proto, že v obecném významu „mohla být do velké míry spojována s nárokem na legitimitu vlády“.